# Призраки зелёной комнаты
«Призраки зелёной комнаты» — советский художественный фильм 1991 года режиссёра Юрия Борецкого по повести Джона Бойнтона Пристли «Дженни Вильерс».

## Сюжет
Оставшись наедине с собой в театральном музее «Зелёная комната», драматург Мартин Чиверел видит события, происходившие на этом месте 100 лет тому назад.

## В ролях
- Вячеслав Тихонов — Мартин Чиверел
- Ирина Скобцева — Паулина Фрезерс
- Анна Тихонова — Дженни Вильерс / Энн Сьюард
- Дмитрий Писаренко — Джулиан Нэпье / Роберт Пик
- Александр Пономарёв — Уолтер Кеттл
- Роман Филиппов — Альфред З. Лазерс / Джон Стоукс
- Юрий Саранцев — Отли
- Виталий Беляков — Эдмунд Лэдлоу
- Нина Меньшикова — миссис Лэдлоу
- Анна Фроловцева — Сара
- Павел Винник — Сэм Мун
- Галикс Колчицкий — доктор Кейв
- Артём Карапетян — Джакоб Манглс
- Игорь Пушкарёв — журналист
- Глеб Плаксин — мэр
- Нина Крачковская — сиделка
- Владимир Прохоров — трактирщик
- Владимир Неяченко — Уайтфут

## Съёмочная группа
- Режиссёр — Юрий Борецкий